# Karl Heinrich Waggerl
(Karl Heinrich Waggerl)
Karl Heinrich Waggerl (Bad Gastein, 10 dicembre 1897 – Wagrain, 4 novembre 1973) è stato uno scrittore austriaco.
Durante la prima guerra mondiale combatté in Italia, ove venne imprigionato. Il suo esordio risale al 1930, con il romanzo Brot, cui fece seguito nel 1931 Schweres Blut e nel 1933 Das Jahr des Herrn.
Negli anni sessanta si dedicò soprattutto ai racconti.

## Opere
- (DE) Brot, Otto Müller Verlag GmbH, 1930, ISBN 978-3701301041.
- (DE) Schweres Blut, Otto Müller Verlag GmbH, 1931, ISBN 978-3701304172.
- (DE) Das Jahr des Herrn, 4ª edizione, Suhrkamp Verlag, 1934, ISBN 978-3518373361.
- (DE) Mütter, Amburgo, Deutsche Hausbücherei, 1935.